# Benga (DJ)

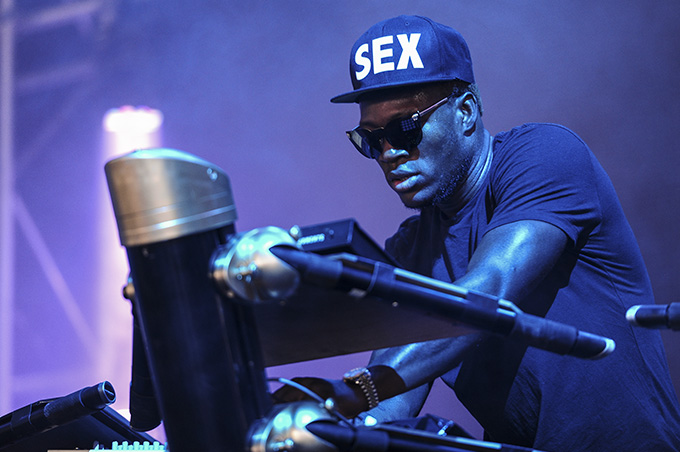
Benga

Benga (* 28. November 1986 in London) ist ein britischer DJ und Produzent. Sein bürgerlicher Name ist Beni Uthman, aber er benutzt auch den Spitznamen Beni Adejumo. Neben Skream und Hatcha gilt er als einer der Pioniere des Dubstep.

## Werdegang
Aufgewachsen ist er in dem Londoner Vorort Croydon. Häufig war er im Big Apple Records Laden, in dem sich mehr oder weniger die Musikrichtung Dubstep herausbildete, da Szenegrößen wie Artwork, Horsepower, Hatcha, Chef, Plastician und Skream ein- und aus gingen. Seine ersten Tracks machte Benga noch mit einer Playstation, stieg dann aber auf das PC-Programm Fruity Loops um. Diese ersten Stücke gab er DJ Hatcha, der sie in seine Sets für den Forward>> Club einbaute und ihm so zu größerer Bekanntheit verhalf. Als seine Einflüsse in dieser Zeit sind der 2-Step-Produzent Wookie oder Oris Jay zu nennen.
Als Big Apple Records ein eigenes Label gründete, wurde da auch sein erster offizieller Track produziert. Skank kam 2002 auf einer 12″ heraus und im darauf folgenden Jahr eine Koproduktion mit Skream namens The Judgement. Es folgten weitere Veröffentlichungen bei Planet Mu, bis er dann 2006 sein erstes Album Newstep auf seinem 2004 gegründeten, eigenen Label Benga Beats herausbrachte. Im Jahr 2007 wechselte er zum Label Tempa, wo im März 2008 sein Album Diary Of An Afro Warrior erschien.
Ab 2008 trat er gemeinsam mit Skream und seinem ehemaligen Mentor Arthur „Artwork“ Smith zusammen als Magnetic Man auf, was ein Liveact-Projekt ist. Ihre Single I Need Air stieg im August 2010 von 0 auf Platz 10 der Britischen Singlecharts.
Am 2. Februar 2014 gab Benga bekannt, seine Karriere als DJ zu beenden, um mit seiner Verlobten Holly-Jae Treadgold eine Familie zu gründen.

## Diskografie

### Alben
- 2006: Newstep (Benga Beats), 1. Album
- 2008: Diary Of An Afro Warrior (Tempa)
- 2013: Chapter II (Sony Music)

### Singles
- 2002: Skank/Dose (Big Apple Records), 1. Single
- 2006: Night (Tempa), zusammen mit Coki
- 2010: Phaze One (Tempa)
- 2012: Icon (featuring Bebe Black)
- 2012: Pour Your Love (featuring Marlene)